# Yumbe
Yumbe is de hoofdplaats van het district Yumbe in het noorden van Oeganda.
Yumbe telde in 2002 bij de volkstelling 15.325 inwoners.